# Anthony O'Hear
Anthony O'Hear est un philosophe britannique, professeur de philosophie à l'université de Buckingham et directeur du département de l'éducation.
Il est directeur honoraire du Royal Institute of Philosophy (en) et rédacteur en chef de sa revue Philosophy. Il est également coéditeur de la nouvelle série de The Fortnightly Review (en).
O’Hear a occupé le poste de conseiller spécial à l'éducation pendant quelque dix ans. Il était particulièrement influent à l'époque  où Margaret Thatcher et John Major  étaient premier ministre lorsqu'il enseignait à l'université Bradford. Il est toujours actif dans les cercles conservateurs, en particulier dans la promotion du conservatisme social. Ses relations avec le New Labour ont été plus tourmentées. Tony Blair l'a qualifié de « snob de la vieille école » pour ses opinions sur Diana, princesse de Galles (opinions qui lui ont valu une importante couverture médiatique),.

## Source de la traduction
- (en) Cet article est partiellement ou en totalité issu de l’article de Wikipédia en anglais intitulé « Anthony O'Hear » (voir la liste des auteurs).